# Nōkan

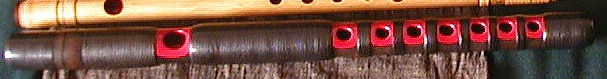
Une flûte nōkan laquée.

La nōkan (能管) est une flûte traversière en bambou de la musique japonaise. C'est l'instrument mélodique employé dans l'accompagnement du théâtre nō, en plus des tambours.
Percée de sept trous de jeu, d'une organologie très particulière, elle ne possède pas d'intervalles justes ni bien fixés. C'est la seule flûte au monde dont les octaves ne sont pas justes et donnent un intervalle plus proche de la septième mineure. Elle ressemble beaucoup extérieurement à la flûte ryuteki du gagaku, mais est intérieurement assez différente.

## Facture
Le matériau de base est le medake (bambou femelle) qui est fumé (susudake) et séché (yakidake) en général une centaine d'années.
La pièce de bambou sélectionnée est taillée longitudinalement en huit à seize baguettes de section trapézoïdale. Ces baguettes sont recollées, la partie externe dure du bambou vers l'intérieur du tube. L'intérieur du tube est ensuite recouvert d'une couche épaisse de laque.
Un tube de bambou supplémentaire est inséré à l'intérieur entre le trou d'embouchure et le premier trou de jeu. Ce tube, dit nodo ou gorge de la flûte, réduit le diamètre intérieur du tube et est à l'origine des octaves particulières de la nōkan et de sa capacité à jouer le hishigi, note suraiguë typique de cet instrument. L'extrémité du segment situé au-delà de l'embouchure est enduite de cire d'abeille pouvant être plus ou moins creusée, permettant ainsi un accord fin de l'instrument. L'extérieur est ensuite ligaturé par des liens en écorce de cerisier (kabamaki), de chêne ou de jonc.
Une petite cigale en ébène, ou semi, est collée à l'arrière de la tête, qui contient un contrepoids en plomb. Une pièce métallique sculptée vient boucher la tête à l'extrémité distale.

## Jeu

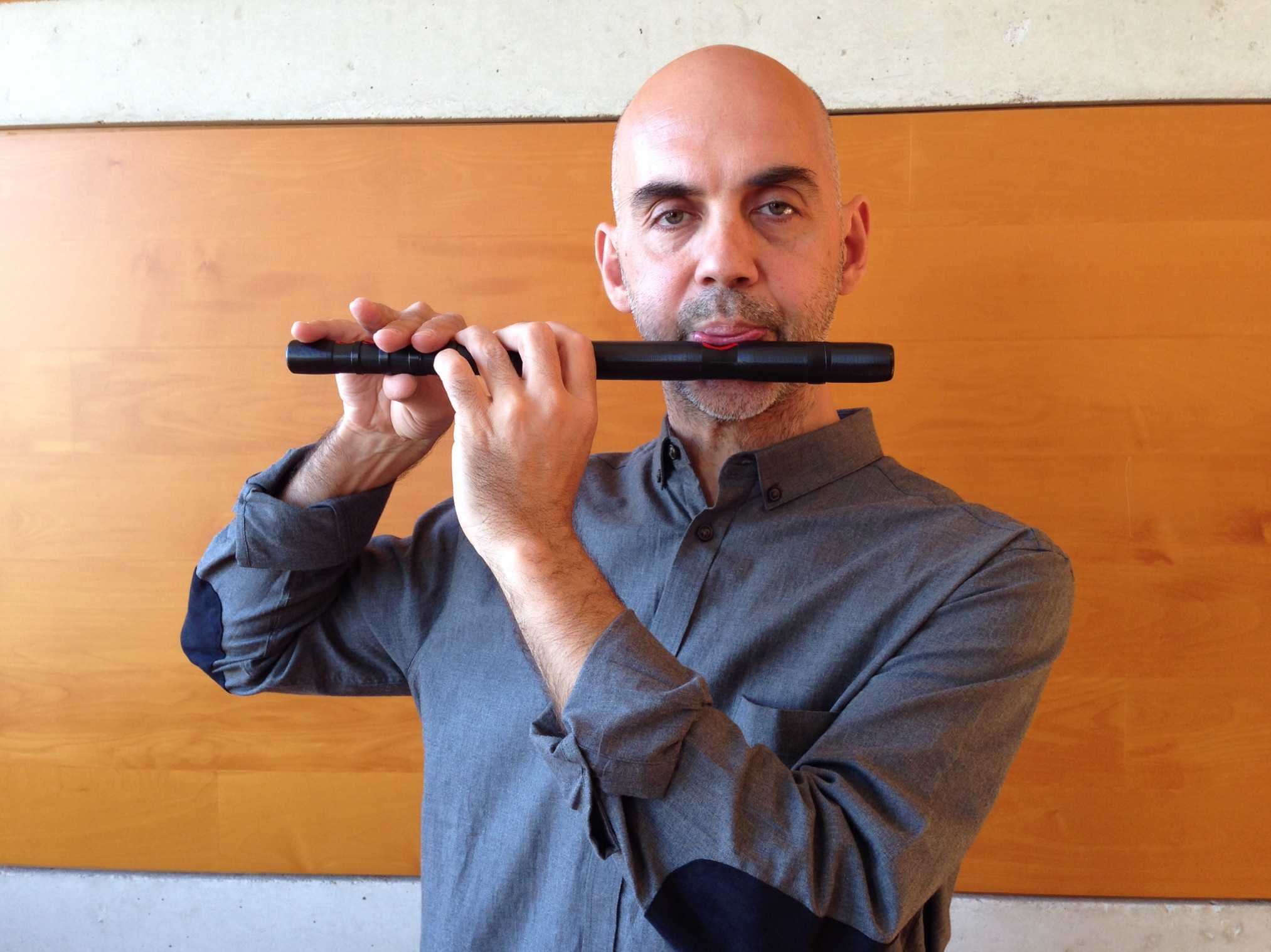
Position de jeu.

La nōkan souligne la tension dramatique du nō notamment par un son très perçant et aérien appelé hishigi. Elle est parfois également utilisée pour le kabuki.
Il existe trois écoles de nōkan au Japon (Isso, Morita et Fujita), même si en règle générale, le fait de jouer de cet instrument est une tradition familiale transmise de génération en génération.
Parmi les instrumentistes, on peut citer :
- Hyakunosuke Fukuhara (Sanzaemon Takara)
- Yukihiro Isso